# Twisted By Design
Albums de Strung Out
Suburban Teenage Wasteland Blues
(1996) An American Paradox
(2002)
Twisted by Design est le troisième album studio du groupe de punk rock californien Strung Out, sorti le 5 mai 1998, chez le label Fat Wreck Chords. C'est le dernier album enregistré avec le bassiste Jim Cherry, qui mourut ensuite de problèmes cardiaques.

## Pistes
| No  | Titre                          | Paroles    | Auteur                            | Durée |
| --- | ------------------------------ | ---------- | --------------------------------- | ----- |
| 1.  | Too Close to See               | Jason Cruz | Rob Ramos                         | 3:01  |
| 2.  | Exhumation of Virginia Madison | Jason Cruz | Jake Kiley, Rob Ramos             | 2:20  |
| 3.  | Deville                        | Jason Cruz | Rob Ramos                         | 2:12  |
| 4.  | Mind of My Own                 | Jim Cherry | Jim Cherry                        | 2:33  |
| 5.  | Reason To Believe              | Jim Cherry | Jim Cherry, Jake Kiley, Rob Ramos | 2:15  |
| 6.  | Crossroads                     | Jason Cruz | Jake Kiley, Jim Cherry            | 2:54  |
| 7.  | Paperwalls                     | Jason Cruz | Jake Kiley, Rob Ramos             | 3:23  |
| 8.  | Ice Burn                       | Jason Cruz | Jake Kiley, Rob Ramos             | 2:09  |
| 9.  | Ultimate Devotion              | Jim Cherry | Jim Cherry                        | 2:06  |
| 10. | King Alvarez                   | Jason Cruz | Rob Ramos                         | 2:22  |
| 11. | Asking For The World           | Jason Cruz | Jim Cherry                        | 2:25  |
| 12. | Tattoo                         | Jason Cruz | Rob Ramos                         | 2:23  |
| 13. | Just Like Me                   | Jim Cherry | Jim Cherry                        | 2:04  |
| 14. | Matchbook                      | Jason Cruz | Rob Ramos                         | 4:24  |